# Władysław Anders
Władysław Albert Anders (Błonie, 11 agosto 1892 – Londra, 12 maggio 1970) è stato un generale e politico polacco.
Durante la seconda guerra mondiale, fu uno dei protagonisti della liberazione d'Italia dall'occupazione nazista; alla guida del II Corpo Polacco vinse la battaglia di Cassino, permettendo lo sfondamento della Linea Gustav; accettando la collaborazione dei combattenti partigiani liberò l'Abruzzo e le Marche, vinse la battaglia di Ancona, liberò la Romagna e partecipò alla battaglia di Bologna insieme alle truppe alleate.

## Biografia

### Gioventù e partecipazione alla prima guerra mondiale

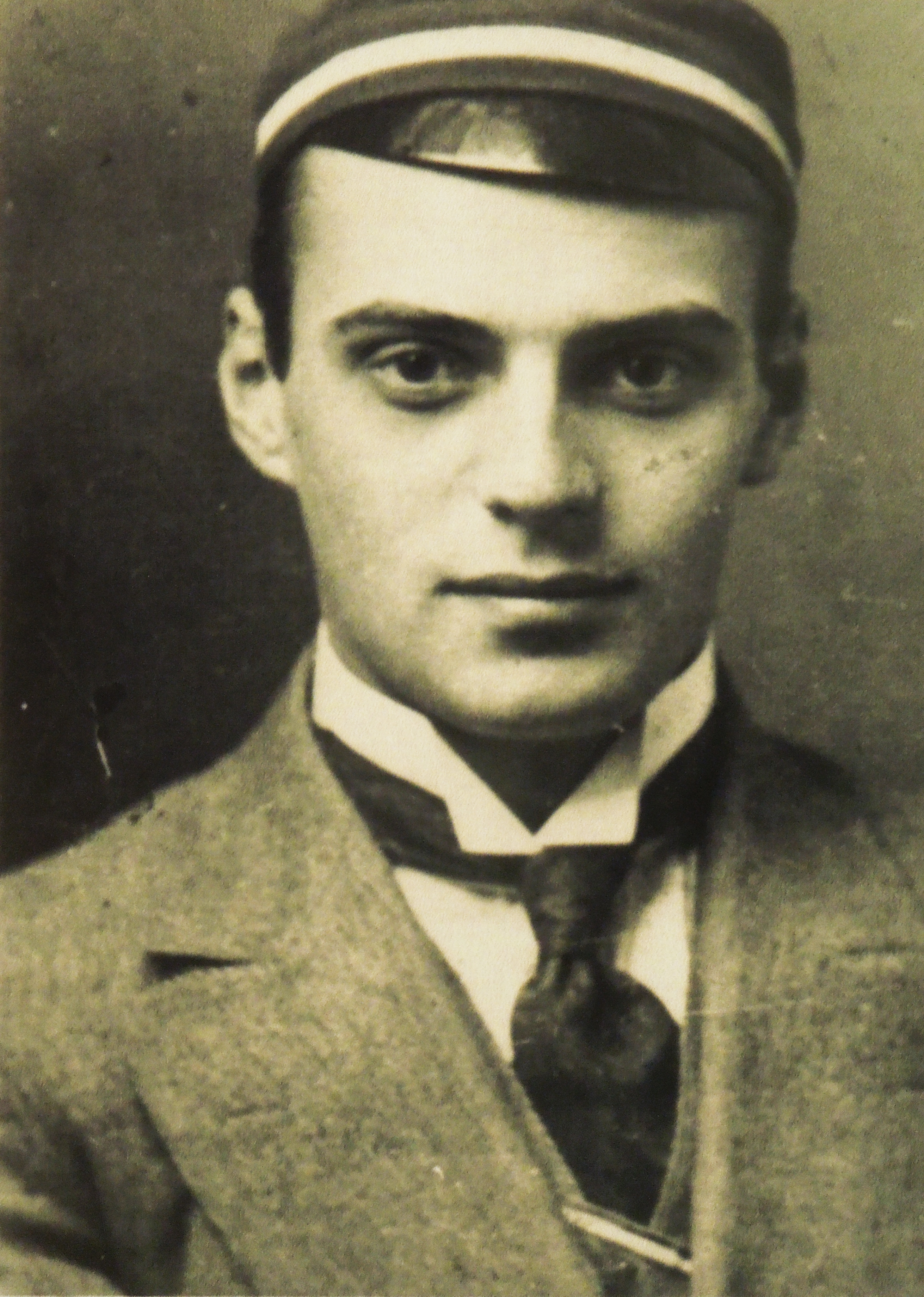
Władysław Anders durante i suoi studi al Politecnico di Riga, facoltà di meccanica (1912 circa)

Władysław Anders nacque a Błonie, da Albert Anders e Elżbieta Tauchert. All'epoca la parte orientale della Polonia faceva parte dell'Impero russo. Anders frequentò il Politecnico di Riga (1911-1912) e, a causa della guerra fu richiamato nell'esercito zarista nel 1913, all'Accademia Militare di Pietroburgo. Partecipò alla prima guerra mondiale dove si distinse per l'ingegno tattico e per la vicinanza ai propri soldati; per questo venne decorato con la Croce di San Giorgio Virtuti Militari, onorificenza concessa dalla Polonia indipendente. Frequentò l'accademia di Stato Maggiore a Pietroburgo fino al febbraio 1917.
Successivamente partecipò alla guerra tra la Polonia indipendente e la nuova Russia sovietica (iniziata con l'invasione polacca di Lituania, Bielorussia e Ucraina allo scopo di ricreare una Grande Polonia) come comandante di un reggimento di cavalleria (guerra sovietico-polacca). Finita la guerra (1921) fu inviato a Parigi per studiare all'École supérieure de guerre. Non prese parte al colpo di Stato del maresciallo Piłsudski (1926) ma fu da questi promosso a generale di brigata nel 1934.

### Partecipazione alla Campagna di Polonia e prigionia

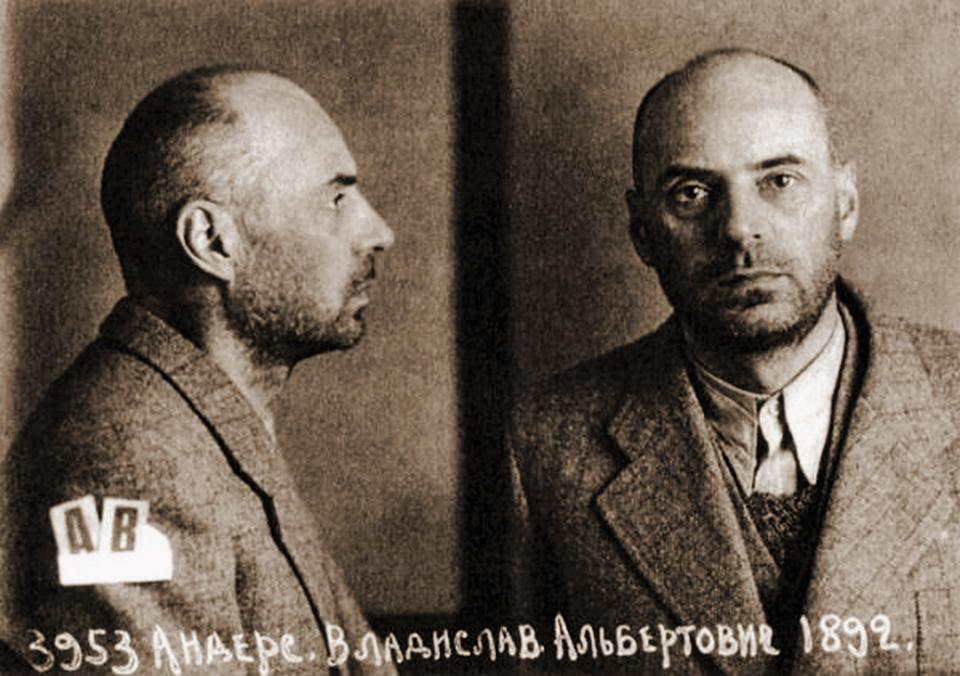
Anders dopo l'arresto nel 1940 da parte del sovietico NKVD

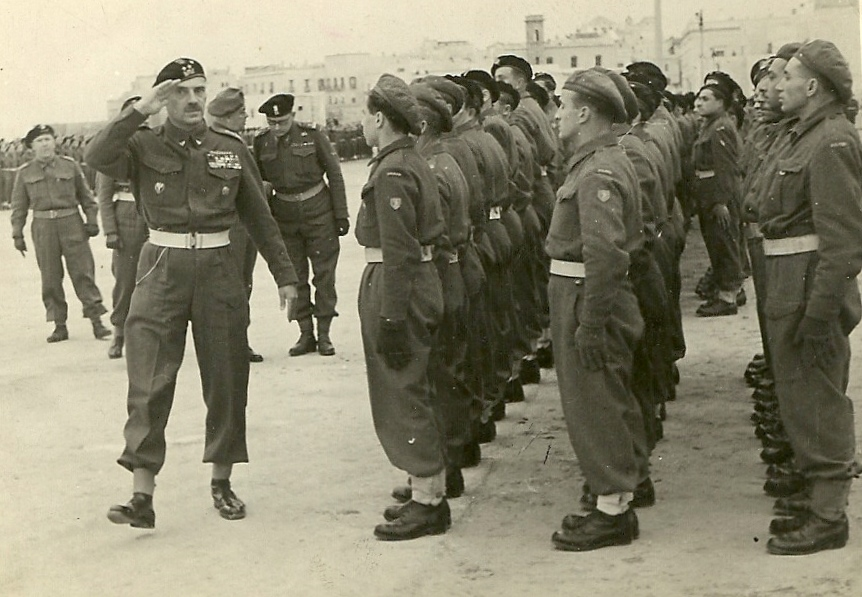
Anders passa in rivista le sue truppe al centro di addestramento delle forze armate di Gallipoli, prima di affrontare la liberazione della costa adriatica

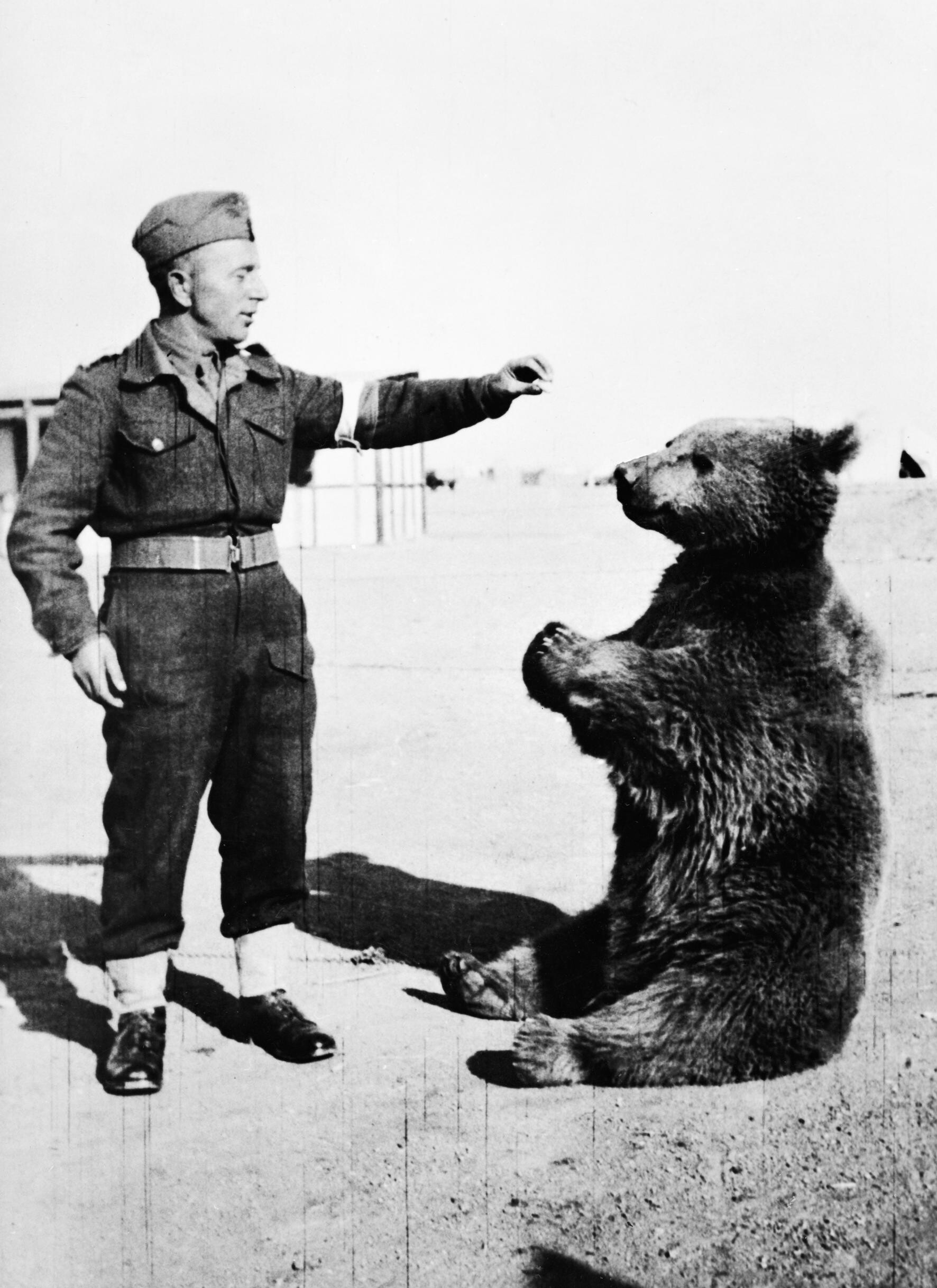
L'orso Wojtek nel 1942

A capo di una brigata di cavalleria, durante la Campagna di Polonia, ossia l'invasione russo-nazista che dette inizio alla Seconda Guerra Mondiale, Anders combatté sul fronte orientale contro i sovietici (settembre 1939). Ferito, fu fatto prigioniero e incarcerato, prima a Leopoli e poi nel carcere-fortezza della Lubjanka a Mosca, dove subì anche torture.

### Liberazione e organizzazione del Secondo Corpo Polacco
Fu rilasciato nel luglio 1941 dopo l'inizio dell'invasione tedesca dell'URSS (operazione Barbarossa) e in seguito all'accordo Sikorski-Majskij. Dal governo polacco in esilio a Londra, Anders ricevette l'incarico di formare, con gli ex prigionieri, un esercito che sarebbe stato impiegato nella guerra contro i nazisti. A causa della reciproca diffidenza tra polacchi e sovietici, e per la scarsità dei rifornimenti che questi inviavano alla armata in formazione, Anders decise, in accordo con gli inglesi, di spostare i suoi uomini e decine di migliaia di civili, tutti strappati ai gulag sovietici, in Persia, a Teheran e Esfahan, dove furono accolti dalla popolazione iraniana e alloggiati in campi detti "Campo Polonia", molto ben organizzati e dotati di tutti i servizi, comprese scuole, mense, ospedali e orfanotrofi: in quel numero sterminato di profughi erano compresi anche ben 13.000 bambini orfani di guerra.
Qui i polacchi furono inquadrati nelle armate dell'Impero britannico, sempre però sotto il comando del governo polacco in esilio a Londra. L'opera di Anders a fianco degli Alleati raggiunse il culmine con l'organizzazione del II Corpo polacco che venne composto con i soldati liberati dai campi di concentramento sovietici e che operò ai suoi ordini in Medio Oriente e in Italia, affiancato da migliaia di civili. In Persia il generale Anders accolse l'orso Wojtek come beniamino dei suoi uomini. Si occupò anche delle centinaia di bambini e ragazzi orfani di guerra, che riuscì a sostenere accogliendo anch'essi nell'esercito, affidandogli compiti di servizio adatti alla loro giovane età. Inquadrò anche 1500 donne, in unità dette ausiliarie, ma con ruoli non differenti da quelli assegnati agli uomini.

### Battaglie di Montecassino, Ancona e Bologna
In Italia Anders fu dapprima protagonista con il Secondo Corpo Polacco da lui comandato, della battaglia di Cassino: il 18 maggio 1944 il II corpo d'armata ruppe la linea Gustav conquistando il monastero di Montecassino e aprendo agli alleati la strada verso Roma.
Fu poi incaricato dal comando alleato di liberare dall'occupazione nazista le regioni adriatiche, e in particolare la città di Ancona, necessaria a causa del suo porto. Esso era infatti indispensabile, al pari di quello di Livorno sul Tirreno, per permettere alle forze alleate un'ulteriore avanzata verso nord, in quanto i porti fino ad allora utilizzati, Napoli e Brindisi, erano ormai troppo lontani dal fronte per permettere regolari rifornimenti alle truppe. Nel corso di quest’operazione adriatica, al Corpo polacco fu affidato il comando del Corpo Italiano di Liberazione (CIL) del gen. Umberto Utili e la Brigata Maiella, composta da partigiani abruzzesi. Dopo aver liberato dagli occupanti nazisti la costa adriatica sino alle Marche centrali, affrontò e vinse, con una manovra di accerchiamento, la battaglia di Ancona, che durò dal 16 giugno al 18 luglio 1944.

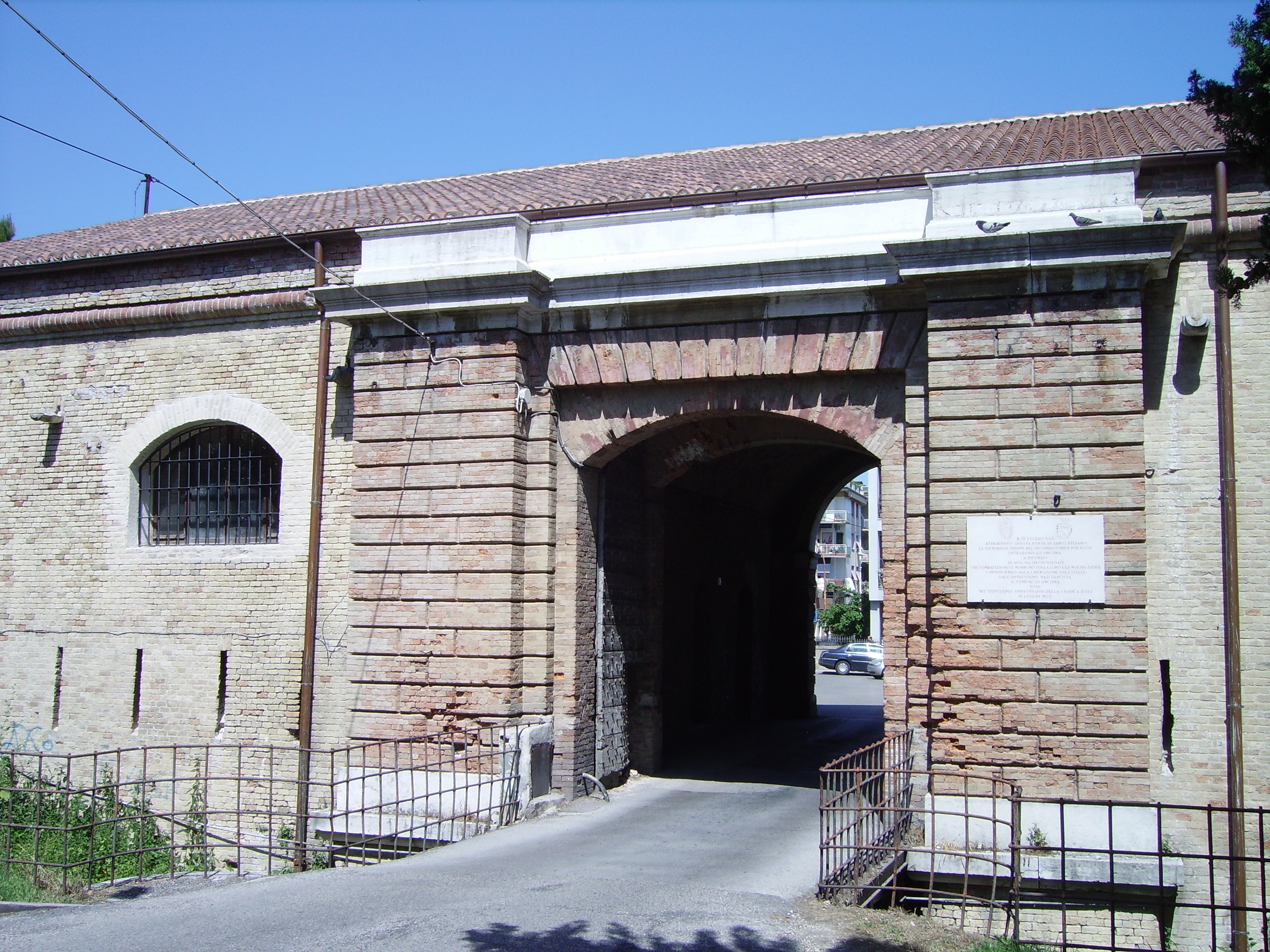
Porta Santo Stefano, ad Ancona, attraverso la quale le truppe di Anders entrarono in città

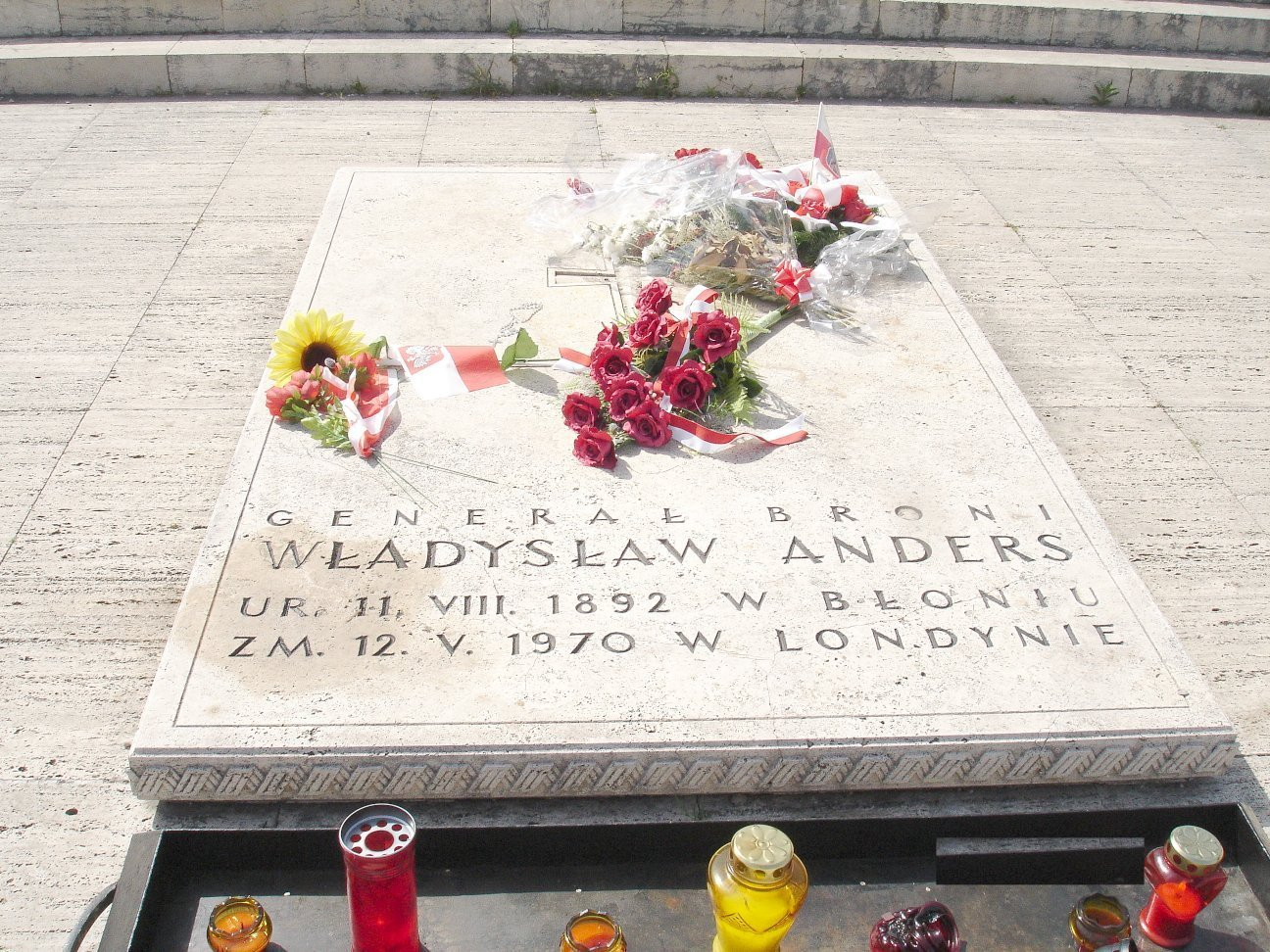
Tomba a Monte Cassino

Poi i polacchi in parte furono acquartierati a Sansepolcro, nell'autunno del 1944, e in parte proseguirono verso nord, penetrando in Romagna attraverso l'Appennino forlivese e combattendo sulla Linea Gotica, liberando diverse vallate fino a prendere Predappio, località simbolicamente importante, in quanto luogo di nascita di Benito Mussolini. I britannici, però, chiesero alle truppe di Anders di non entrare nell'ormai vicina Forlì, la "città del duce", per riservare a loro tale onore.
Il morale delle forze polacche fu duramente provato dall'esito della conferenza di Jalta che si concluse l'11 febbraio, in cui i britannici e gli statunitensi, senza consultarsi con i polacchi, avevano deciso di concedere l'intera Polonia orientale all'Unione Sovietica. Quando Anders chiese il ritiro della sua unità dalla linea del fronte, Winston Churchill gli disse "Voi [i polacchi] non siete più necessari", ma i comandanti di prima linea americani e britannici (Richard McCreery, Mark Wayne Clark e il feldmaresciallo Harold Alexander) chiesero ad Anders che le unità polacche rimanessero nelle loro posizioni, poiché non avevano truppe per sostituirle. Anders alla fine decise di mantenere impegnate le unità polacche.
Le truppe polacche raggiunsero così per prime, il 21 aprile 1945, Bologna con un gruppo esplorante, favorito dalla mancata distruzione di un ponte. Insieme a truppe alleate affrontò la battaglia di Bologna dal 9 al 21 aprile 1945.

### Dopoguerra ed esilio
Il generale Władysław Anders, dopo il suo rientro a Londra, fu sostituito dal generale Zygmunt Bohusz-Szyszko al comando del II Corpo d'Armata polacco.
Anders andò in esilio a Londra, dove fu tra i membri di spicco del governo in esilio della Polonia e dall'8 agosto 1954 fece parte del Consiglio dei tre, assieme a Edward Raczyński e Tomasz Arciszewski, organo creato per esercitare le funzioni di Capo dello Stato polacco in esilio.
Non fu onorato né dal governo italiano, che gli impedì di incontrare il presidente del consiglio ed il presidente della Repubblica, consentendogli solo una visita, in forma strettamente privata, alla tomba del Milite Ignoto, né in Gran Bretagna dove i polacchi non furono invitati alla sfilata della Vittoria. L'atteggiamento italiano potrebbe trovare spiegazione nel fatto che Anders, nel giugno 1946, offrì il suo appoggio ad Umberto II nei giorni difficili del referendum istituzionale. Il Re, che per molte ragioni temeva l'insorgere di una guerra civile, cortesemente rifiutò. Se ne trova traccia nel volume dello storico Luciano Garibaldi.
Le città italiane liberate da Anders, però, non si scordarono di lui: ricevette la cittadinanza onoraria di Bologna il 6 ottobre 1945 e quella di Ancona l'8 dicembre dello stesso anno. Successivamente, Bologna dedicò ad Anders un giardino pubblico cittadino; Imola dedicò anch'essa un giardino; Ancona gli intitolò una via nel rione del Pinocchio e al Secondo Corpo Polacco la piazza all'interno di Porta Santo Stefano, attraverso la quale le truppe erano entrate nel 1944 per liberare la città.
La Polonia occupata dai sovietici, al contrario, lo privò della cittadinanza dal 26 settembre 1946, assieme ad altri 75 ufficiali dell'esercito, perché non aveva accettato la cessione all'Unione Sovietica di tutta la Polonia orientale.
Morì nella capitale inglese il 12 maggio 1970 e venne seppellito, secondo la sua volontà, nel Cimitero militare polacco di Montecassino, a fianco dei suoi compagni caduti in battaglia.

### Dopo il crollo del muro di Berlino: la riabilitazione

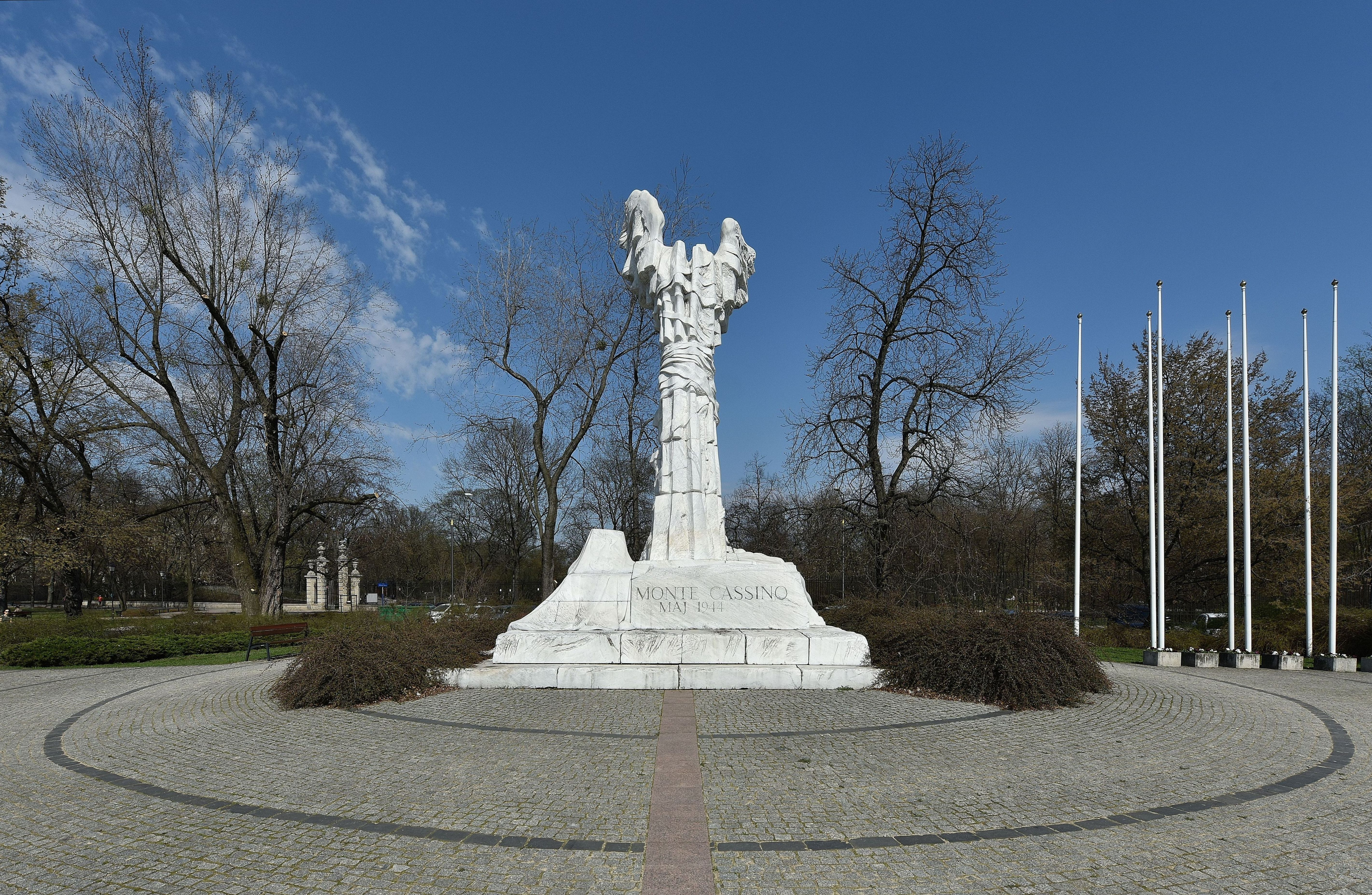
Il Monumento alla battaglia di Montecassino a Varsavia, eretto 22 anni dopo la morte di Anders

Solo dopo il crollo del muro di Berlino, in Polonia finalmente venne onorata la memoria di Anders. Dopo il 1990, il suo nome è stato dato alle strade e alle piazze di diverse città polacche: a Cracovia, Nowa Huta; a Gniezno un parco è a lui dedicato. A lui sono intitolati anche reparti dell'esercito polacco e numerose scuole. Nel 1991 è stata coniata una medaglia con la sua immagine, emessa dalla Zecca di Stato. Nel 2002, la Banca nazionale polacca ha emesso monete da collezione con l'immagine di Władysław Anders.
A Varsavia venne costruito nel 1999 il Monumento alla battaglia di Montecassino, inaugurato 22 anni dopo la morte di Anders.
Con una risoluzione del 20 dicembre 2006, il Senato della Repubblica di Polonia ha deciso di designare il 2007 come "Anno di Władysław Anders". È stato commemorato nell'ambito del progetto "famosi polacchi del XX secolo" con un busto che sta nel parco Henryk Jordan a Cracovia, inaugurato il 18 maggio 2007. Per commemorare il generale, il veicolo da combattimento "Anders" del 2010 è stato a lui intitolato. Nel 2013, una statua del generale Anders, realizzata dallo scultore Robert Sobociński, è stata inaugurata davanti alla casa della famiglia Anders (ora una scuola) a Krośniewice. La figlia del generale, Anna Maria Anders, era l'ospite d'onore alla cerimonia.

### Vita privata
Anders si è sposato due volte. Con la prima moglie, Irena Maria Jordan-Krąkowska (1894-1981), ebbero due figli: una figlia, Anna (nata nel 1919, morta nel 2006) e un figlio, Jerzy (nato nel 1927, morto nel 1983). La figlia Anna è autrice di un libro dedicato al padre: Mio padre, il generale Anders.

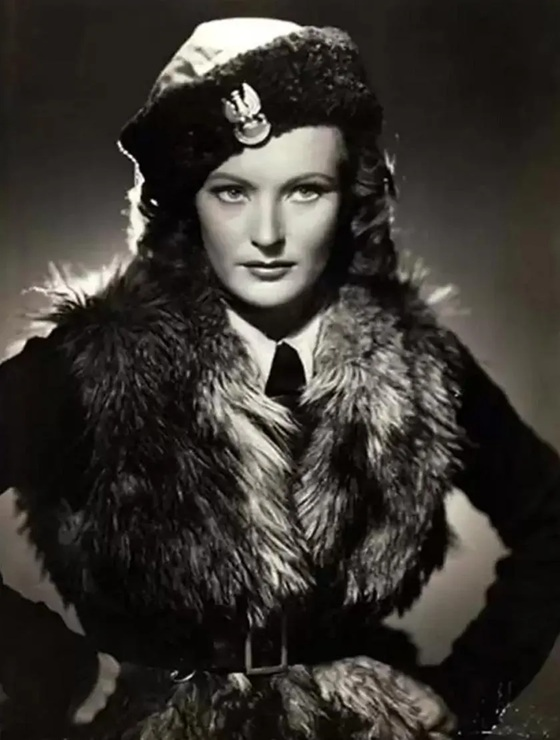
Irena Anders, nome d'arte Renata Bogdanska, seconda moglie di Anders

La seconda moglie fu l'attrice e cantante Iryna Jarosevyč, meglio conosciuta con il nome d'arte Renata Bogdańska. Si conobbero quando al generale Anders fu affidato il compito di formare un esercito formato dai sopravvissuti del milione e mezzo di polacchi che erano stati catturati nel 1939 e successivamente deportati in Unione Sovietica, Irena Anders e la sua compagnia si arruolarono nell'esercito, per aiutate i soldati polacchi a tenere alto il morale, lungo il loro percorso dalla Persia attraverso l'Iraq e la Palestina verso l'Egitto. Dopo la battaglia di Montecassino, in cui i polacchi subirono enormi perdite, Irena Anders cantò la struggente Czerwone maki na Monte Cassino (Papaveri rossi su Montecassino) davanti alle rovine del monastero. Lei e il generale Anders (che nel frattempo aveva divorziato dalla prima moglie) si sposarono nel 1948.
A Montecassino, il 12 maggio 2007, il Presidente polacco Lech Kaczyński conferisce a Renata Bogdańska l'onorificenza dell'Ordine della Polonia restituta per aver contribuito in maniera eccezionale all'indipendenza della Repubblica, per la comunità polacca e le attività sociali. Morì nel 2010 e fu sepolta a Montecassino a fianco del marito.
Dalla seconda moglie ebbe una figlia, Anna Maria (nata nel 1950), che è ora politica, attivista e diplomatica polacca, continuando la missione dei genitori.

## Onorificenze

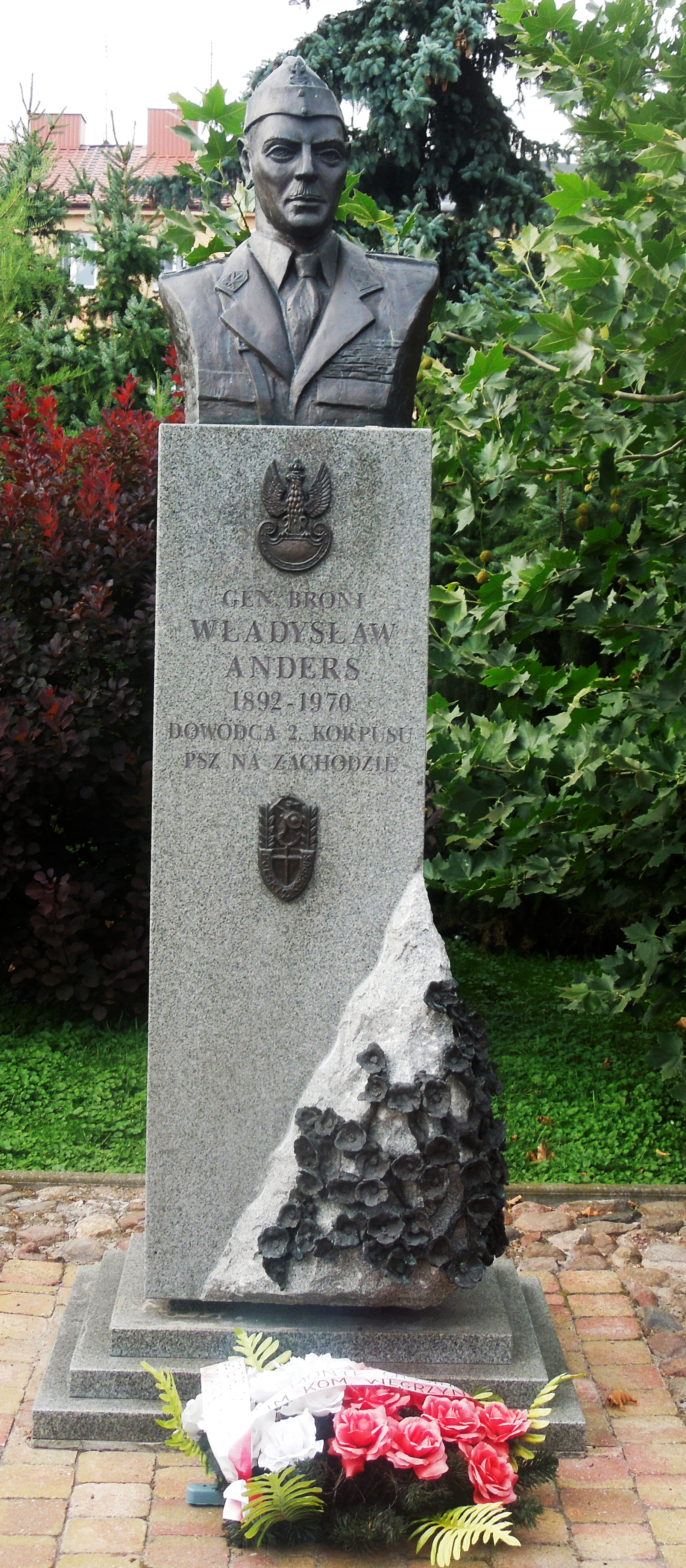
Busto di Władysław Anders davanti alla casa della sua famiglia (ora una scuola), a Krośniewice

## Opere
- Władysław Anders, Un'armata in esilio, Rocca San Casciano, Cappelli, 1950.